# Heteropogon davisi
Heteropogon davisi är en tvåvingeart som beskrevs av Wilcox 1965. Heteropogon davisi ingår i släktet Heteropogon och familjen rovflugor. Inga underarter finns listade i Catalogue of Life.